# Thomas Lagerlöf
Thomas Lagerlöf, né le 15 novembre 1971 à Österåker en Suède, est un footballeur et entraîneur suédois qui entraîne le Djurgårdens IF,.

## Biographie
Lagerlöf joue successivement pour l'AIK, le FK Lyn et l'IF Brommapojkarna. Il devient Champion de Suède en 1992 et 1998.
En 2012, Kim Bergstrand et Thomas Lagerlöf s'engagent avec l'IK Sirius.
Avant la saison 2019, Kim Bergstrand et Thomas Lagerlöf s'engagent avec Djurgårdens IF. Il devient Champion de Suède en 2019. En 2022, il dirige son équipe à se qualifier pour la phase de groupes d'un tournoi européen, le Ligue Europa Conférence.